# لقمان مرادی
لقمان مرادی (زاده ۱۳۶۲ – درگذشته ۱۷ شهریور ۱۳۹۷) یک زندانی سیاسی کرد اهل مریوان بود که در سال ۱۳۸۸ به همراه پسر عمویش زانیار مرادی بازداشت و در تاریخ ۱۷ شهریور ۱۳۹۷ هر دو زندانی به اتهام ترور فرزند امام جمعه مریوان اعدام شدند. این دو پس از صدور حکم اعدام در نامه‌ای نوشتند که زیر شکنجه مجبور به اعتراف شده و هیچ نقشی در این ترور نداشته‌اند.

## دوران زندان - اعدام
لقمان مرادی به همراه زانیار مرادی از ۱۱ مرداد ماه ۱۳۸۸ توسط نیروهای امنیتی در شهر مریوان در استان کردستان بازداشت شدند. به مدت ۹ ماه در بازداشتگاه ستاد خبری اداره اطلاعات شهر سنندج برای اخذ اعترافات «تحت فشار و شکنجه شدید روحی و جسمی» قرار گرفتند. لقمان از زمان بازداشت در سال ۸۸ تا سال ۹۲ در زندان رجایی شهر کرج ممنوع ملاقات بود.
زانیار و لقمان مرادی در نامه‌ای به گزارشگر ویژه شورای حقوق بشر سازمان ملل اعلام کردند که اعترافات آنان زیر شکنجه بوده‌است و بازجویان آن‌ها را تهدید به «تجاوز جنسی» کرده‌اند.
بعد از اجرای حکم اعدام جنازه لقمان مرادی و زانیار مرادی به خانواده‌های آن‌ها تحویل داده نشد.
۱۹ شهریور ۱۳۹۹ سازمان عفو بین‌الملل پنهانکاری رژیم جمهوری اسلامی در مورد محل دفن زندانیان سیاسی اعدام شده از جمله رامین حسین پناهی، زانیار مرادی، و لقمان مرادی را محکوم کرد.

## واکنش‌ها
- سازمان عفو بین‌الملل روز هفتم سپتامبر ۲۰۱۸ / ۱۶ شهریور با صدور بیانیه‌ای از مقامات ایران خواست که روند اعدام این دو زندانی کرد را فوراً متوقف کنند و اظهار داشت که روند محاکمه او و لقمان مرادی ناعادلانه بوده و زیر شکنجه اعتراف کرده‌اند.[۷]
- کمیسر عالی حقوق بشر سازمان ملل میچل باشله روز ۱۹ شهریور نسبت به اعدام این سه زندانی ابراز تاسف کرد و گفت که “این اعدام‌ها علی‌رغم آن اجرا شدند که گزارشگران ویژه از عدم دادرسی عادلانه و شکنجه این افراد گفته بودند.[۸]
- فیلیپ لوتر، مدیر تحقیقات بخش خاورمیانه و آفریقای شمالی عفو بین‌الملل این اعدام را محکوم کرد. وی در بیانیه‌ای «اجرای حکم این زندانی علی‌رغم محکومت گسترده کارشناسان سازمان ملل را وحشت آور خواند.»[۹][۱۰]
- گزارشگر ویژه حقوق بشر در ایران، جاوید رحمان در جلسه کمیته سوم مجمع عمومی روز ۲۴ اکتبر ۲۰۱۸ ضمن ارائه گزارشی از وضعیت حقوق بشر در ایران به اعدام سه زندانی کرد، رامین حسین پناهی، زانیار مرادی و لقمان مرادی اشاره کرد.[۱۱]